# Lineage W
Lineage W est un jeu de rôle en ligne massivement multijoueur (MMORPG) de NCSoft. Il s'agit du cinquième épisode majeur de la série Lineage, qui utilise tous les éléments du jeu Lineage et partage certains éléments du jeu Lineage II. Le jeu a été annoncé le 19 août 2021, et sortira sur Android, iOS et Microsoft Windows via la plateforme Purple de NCSoft le 4 novembre 2021 en Asie de l'Est, notamment en Corée du Sud, au Japon, à Taïwan, en Asie du Sud-Est, en Russie et dans certaines régions d'Asie centrale, et en 2021 dans le reste du monde. La sortie est prévue pour la PlayStation 5 et la Nintendo Switch en 2022. Le jeu prend également en charge le jeu multiplateforme entre les mobiles, les PC et les consoles.
Sur le fansite russe du jeu, l'information est apparue que le lancement de Lineage W sera sur iOS, Android et est prévu pour le 24 novembre 2021. Ces données sont confirmées dans les magasins d'applications de l'App Store et de Google Play.

## Développement
La semaine précédant les événements de la vitrine THE WORLD, NCSoft a annoncé un nouveau jeu Lineage qui sera le plus grand titre de lancement jamais réalisé. Il sera lancé dans le monde entier sur la plupart des plateformes. Par la suite, NCsoft a mis à jour son site Web pour révéler plus d'informations et ouvrir les préinscriptions. Le chef de la direction de NCsoft, Taek Jin Kim, a déclaré que ce jeu était le dernier Lineage.
Lineage W introduit un build unique pour le marché mondial afin de créer une communauté de combat globale. Les joueurs de différents pays peuvent coopérer et s'affronter sur un seul serveur. Afin de convertir tous les éléments de Lineage de 2,5D en 3D, NCSoft a utilisé Unreal Engine 4 pour développer ce jeu. Il prendra en charge l'IA de traduction interne de NCSoft qui peut traduire en temps réel les discussions, la communauté et les communications au joueur. La fonction voix-texte est également incluse dans le jeu pour faciliter la communication entre les joueurs.